# Vỏ não đai

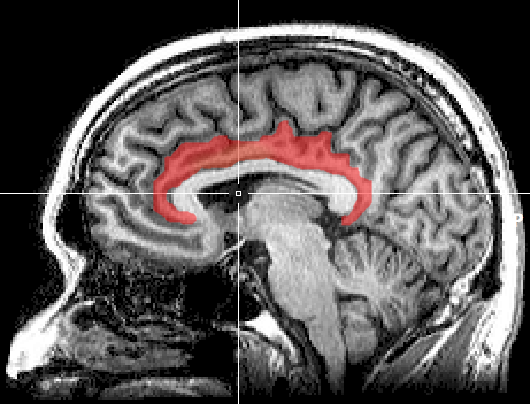
Cắt lớp MRI hồi đai (chỗ màu đỏ)

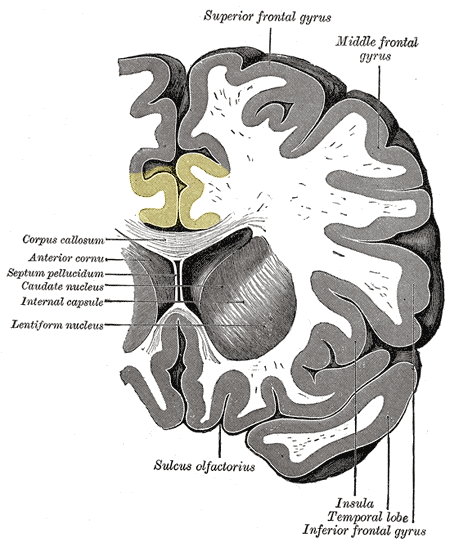
Thiết đồ mặt phẳng vành của não. Vỏ não đai được tô màu vàng.

Vỏ não đai (tiếng Anh: cingulate cortex) là một phần của não nằm ở mặt trong của vỏ não. Vỏ não đai gồm toàn bộ hồi đai, nằm ngay phía trên thể chai, trong rãnh đai. Vỏ não đai là một phần của thùy viền.
Vỏ não đai nhận các sợi từ từ đồi thị và tân vỏ não, đồng thời cho sợi chiếu đến vỏ não nội khứu qua đai răng (cingulum). Đây là một phần quan trọng của hệ viền, có liên quan đến việc hình thành và xử lý cảm xúc, học tập, và trí nhớ. Do thực hiện ba chức năng nêu trên, hồi đai là cấu trúc giải phẫu có ảnh hưởng lớn trong việc liên kết vận động và hành vi. Vỏ não đai là yếu tố cực kỳ quan trọng trong các rối loạn như trầm cảm  và tâm thần phân liệt. Nó cũng đóng một vai trò trong chức năng điều hành (executive function) và kiểm soát hô hấp.

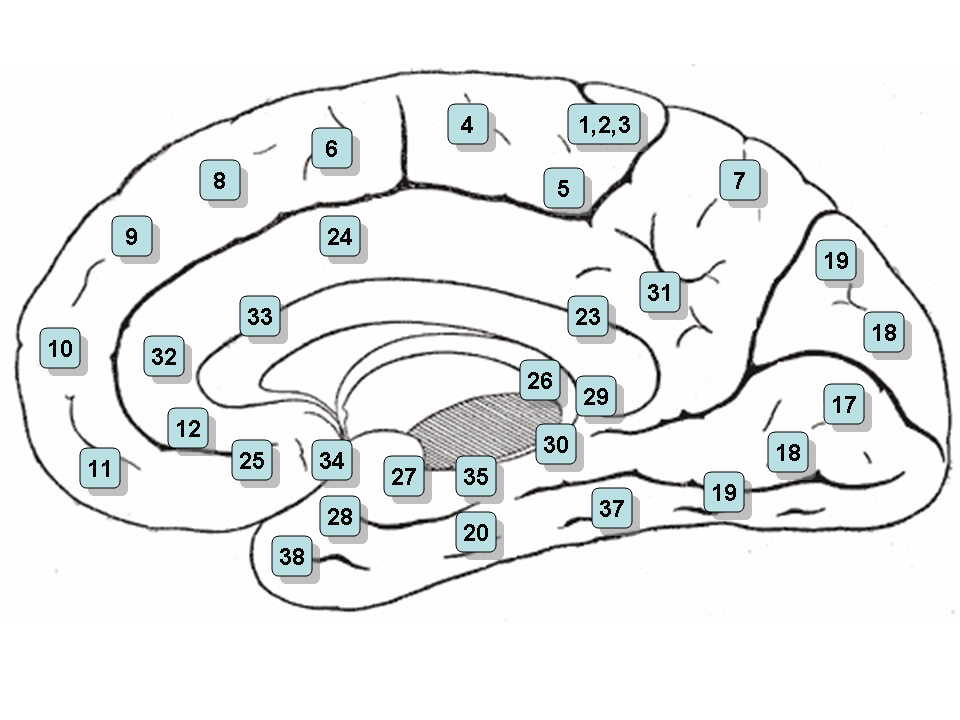
Vùng Brodmann nhìn từ mặt trong của bán cầu đại não phải.

## Cấu trúc
Dựa trên kiến trúc tế bào não, vỏ não được chia thành các vùng Brodmann 23, 24, 26, 29, 30, 31, 32 và 33. Vùng 26, 29 và 30 được gọi là khu vực hồi tưởng (retrosplenial areas).

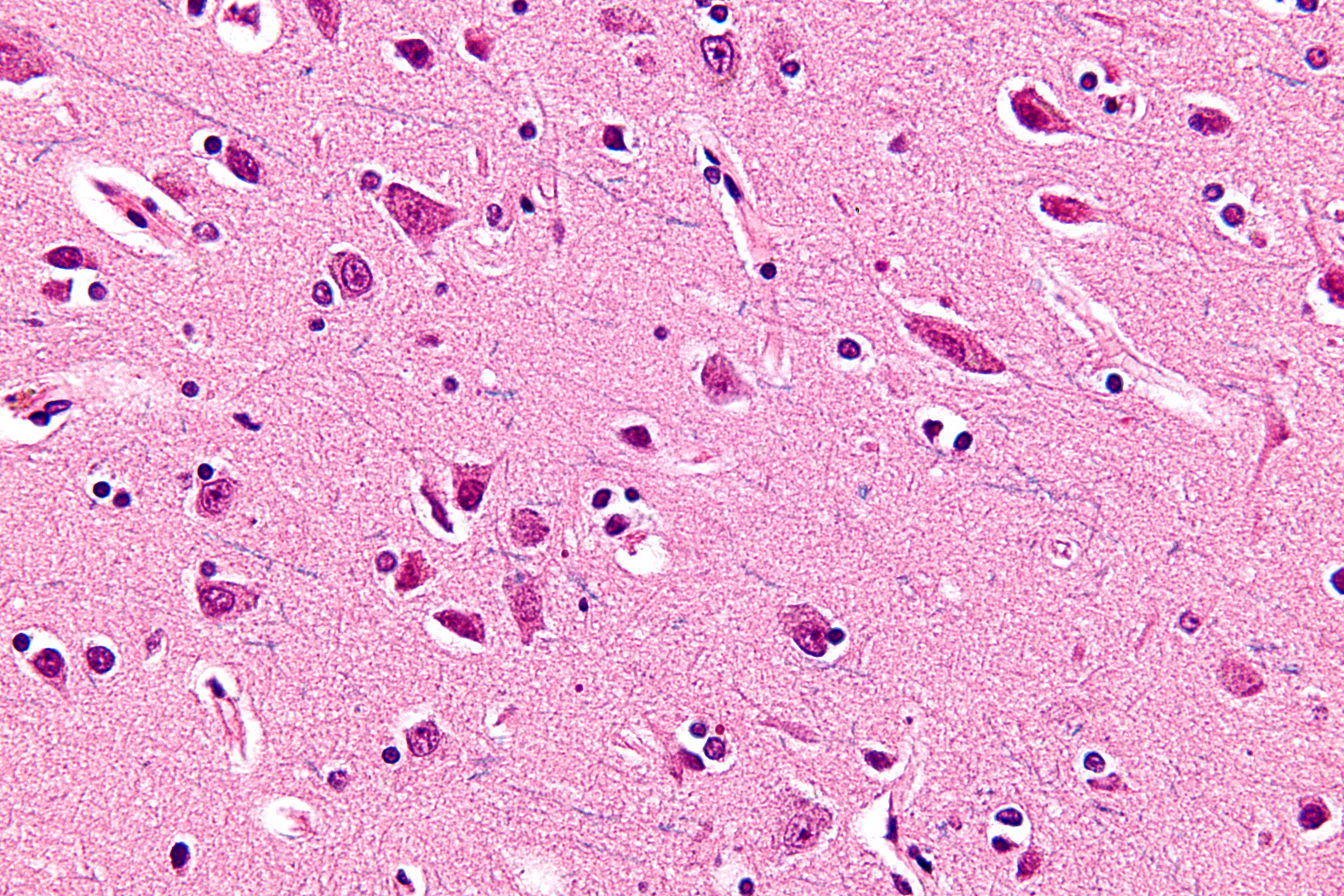
Ảnh hiển vi chụp neuron Von Economo của vỏ não. Nhuộm HE-LFB.

## Hình ảnh bổ sung

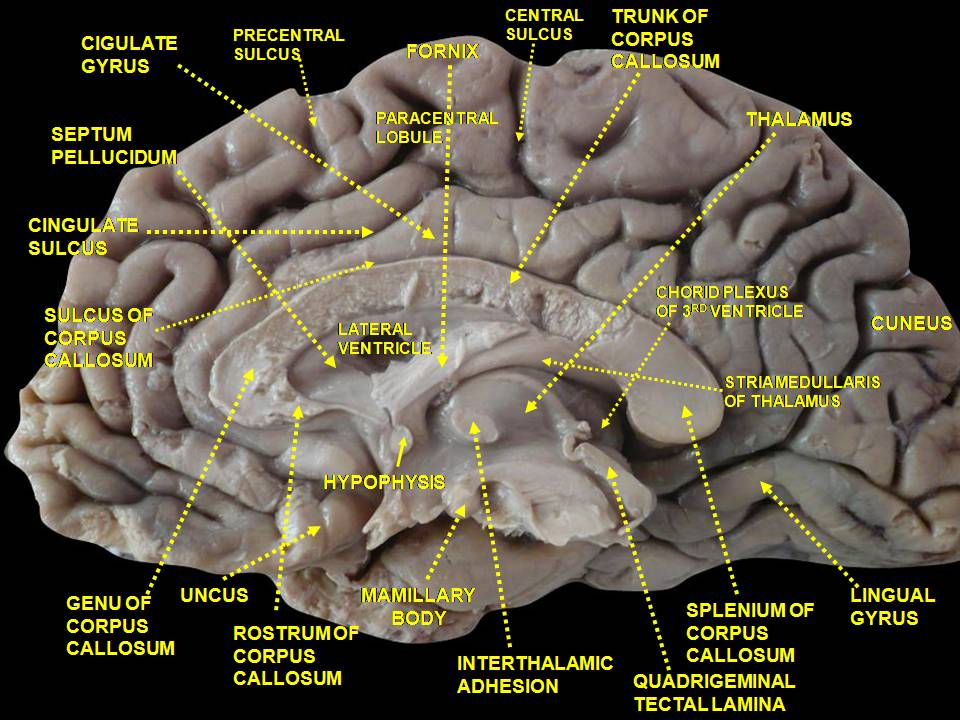
Mặt trong của bán cầu đại não. Phẫu tích sâu. (Chú thích tiếng Anh)
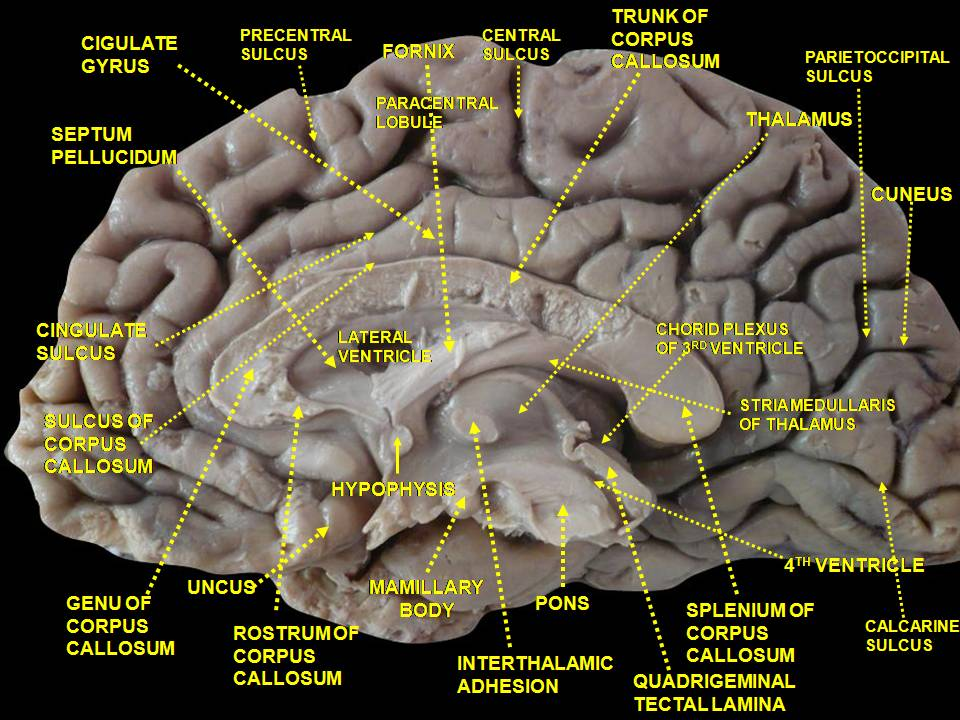
Mặt trong của bán cầu đại não. Phẫu tích sâu. (Chú thích tiếng Anh)
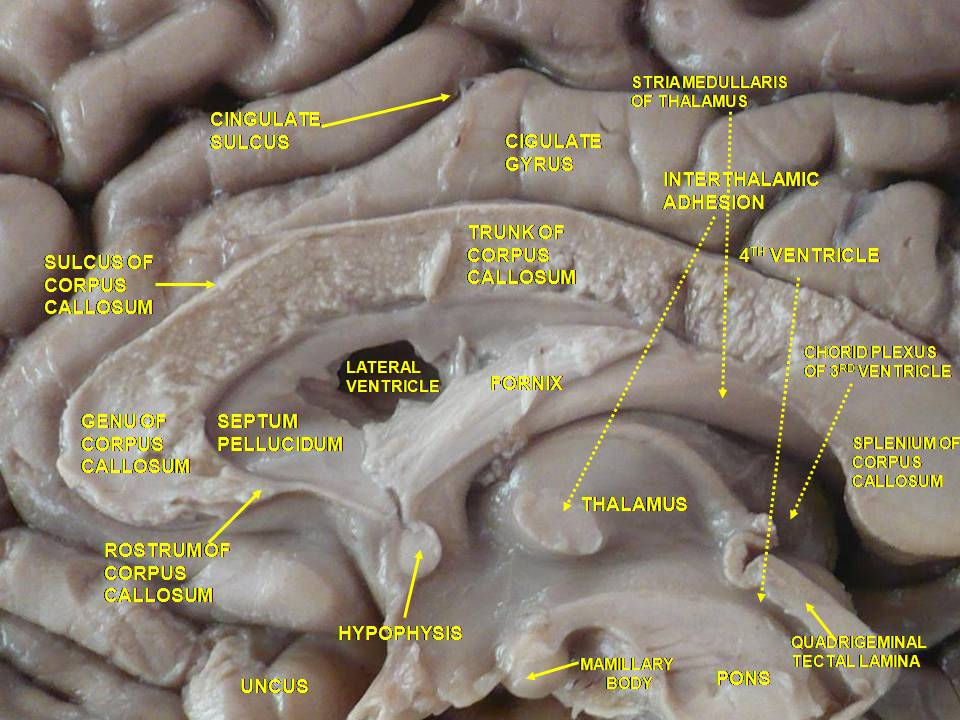
Mặt trong của bán cầu đại não. Phẫu tích sâu. (Chú thích tiếng Anh)